# Cantonul Séméac
Cantonul Séméac este un canton din arondismentul Tarbes, departamentul Hautes-Pyrénées, regiunea Midi-Pyrénées, Franța.

## Comune
| Comune         | Populație (1999) | Cod poștal | Cod INSEE |
| -------------- | ---------------- | ---------- | --------- |
| Allier         | 383              | 65360      | 65005     |
| Angos          | 203              | 65690      | 65010     |
| Barbazan-Debat | 3 477            | 65690      | 65062     |
| Bernac-Debat   | 636              | 65360      | 65083     |
| Bernac-Dessus  | 327              | 65360      | 65084     |
| Montignac      | 113              | 65690      | 65321     |
| Salles-Adour   | 424              | 65360      | 65401     |
| Sarrouilles    | 588              | 65600      | 65410     |
| Séméac         | 5 232            | 65600      | 65417     |
| Vielle-Adour   | 489              | 65360      | 65464     |